# Aston Martin Lagonda
Aston Martin Lagonda — легковий автомобіль класу «люкс», що випускався Aston Martin в Ньюпорт Пагнелл (Newport Pagnell), Велика Британія з 1974 по 1990 рік. За весь час виробництва випущено 645 екземплярів. Назва дана на честь марки Lagonda, придбаної Aston Martin в 1947 році.
Lagonda підрозділяється на чотири серії - оригінальна Series 1 (створена на основі Aston Martin V8) і наступні Series 2, Series 3 та Series 4 з клиноподібним кузовом.
Всі автомобілі комплектувалися двигунами 5,3 л V8 потужністю 280-304 к.с., 5-ст. АКПП або 5-ст. МКПП і заднім приводом.

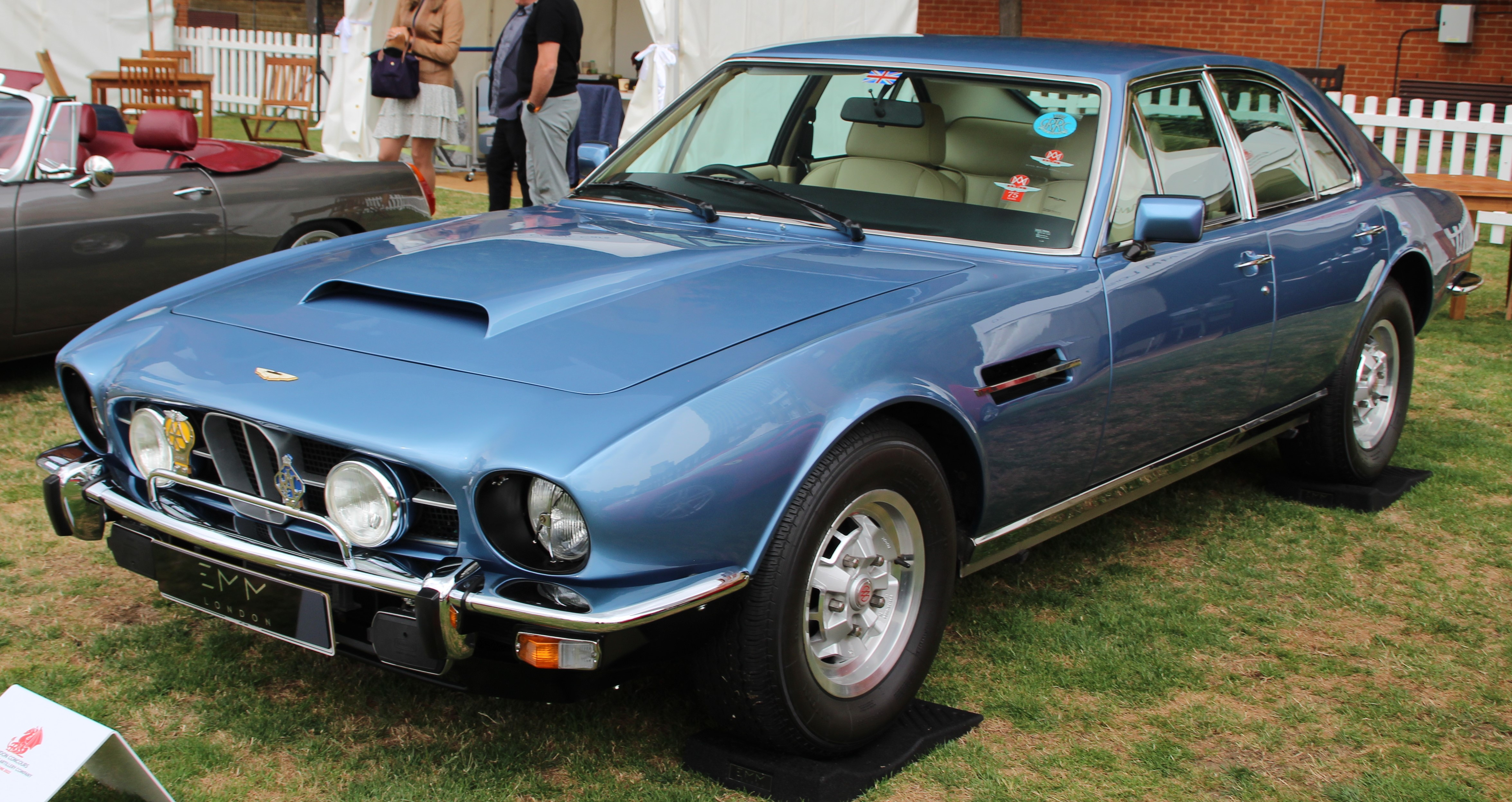
Aston Martin Lagonda Series 1
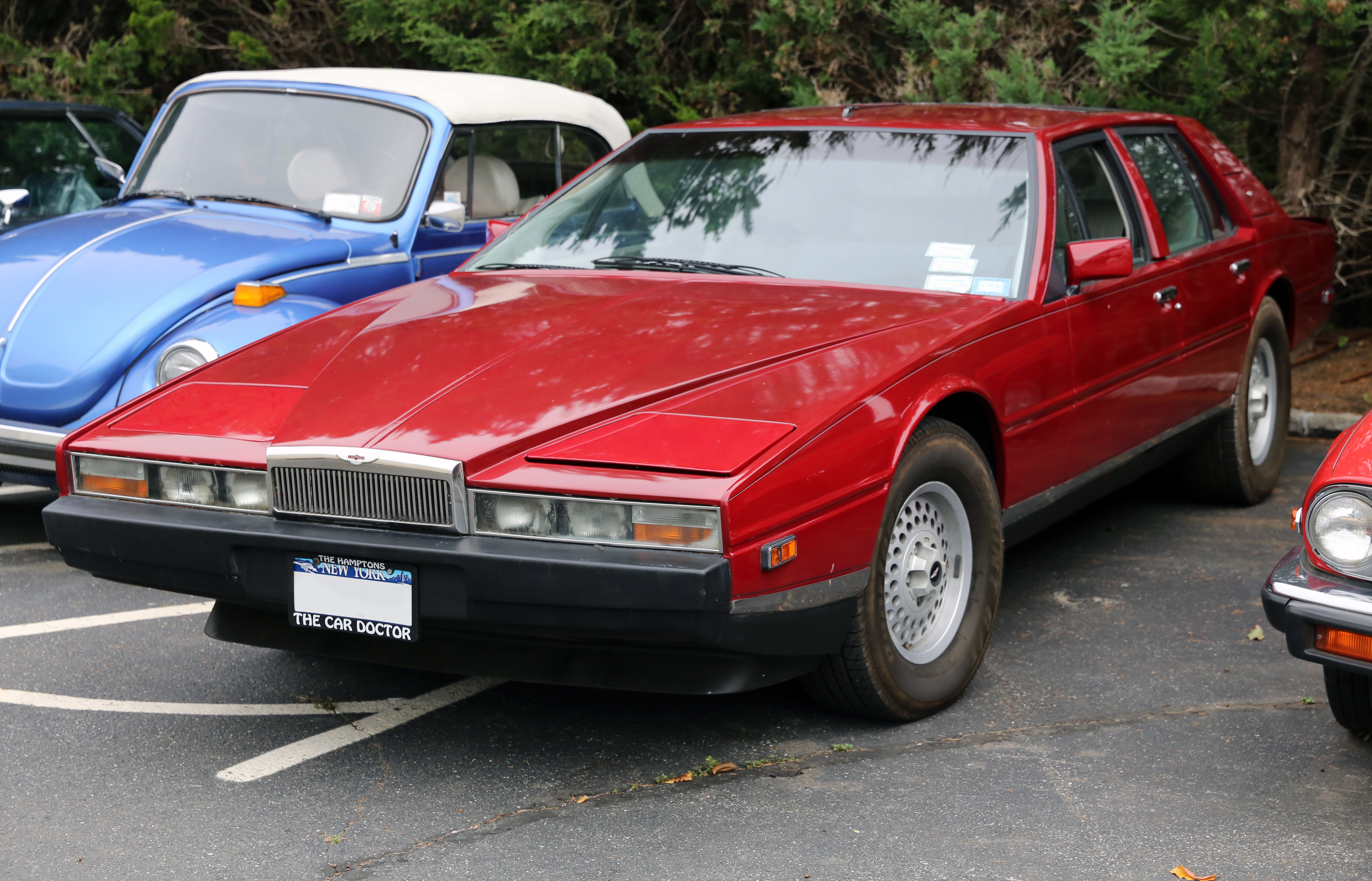
Aston Martin Lagonda Series 2
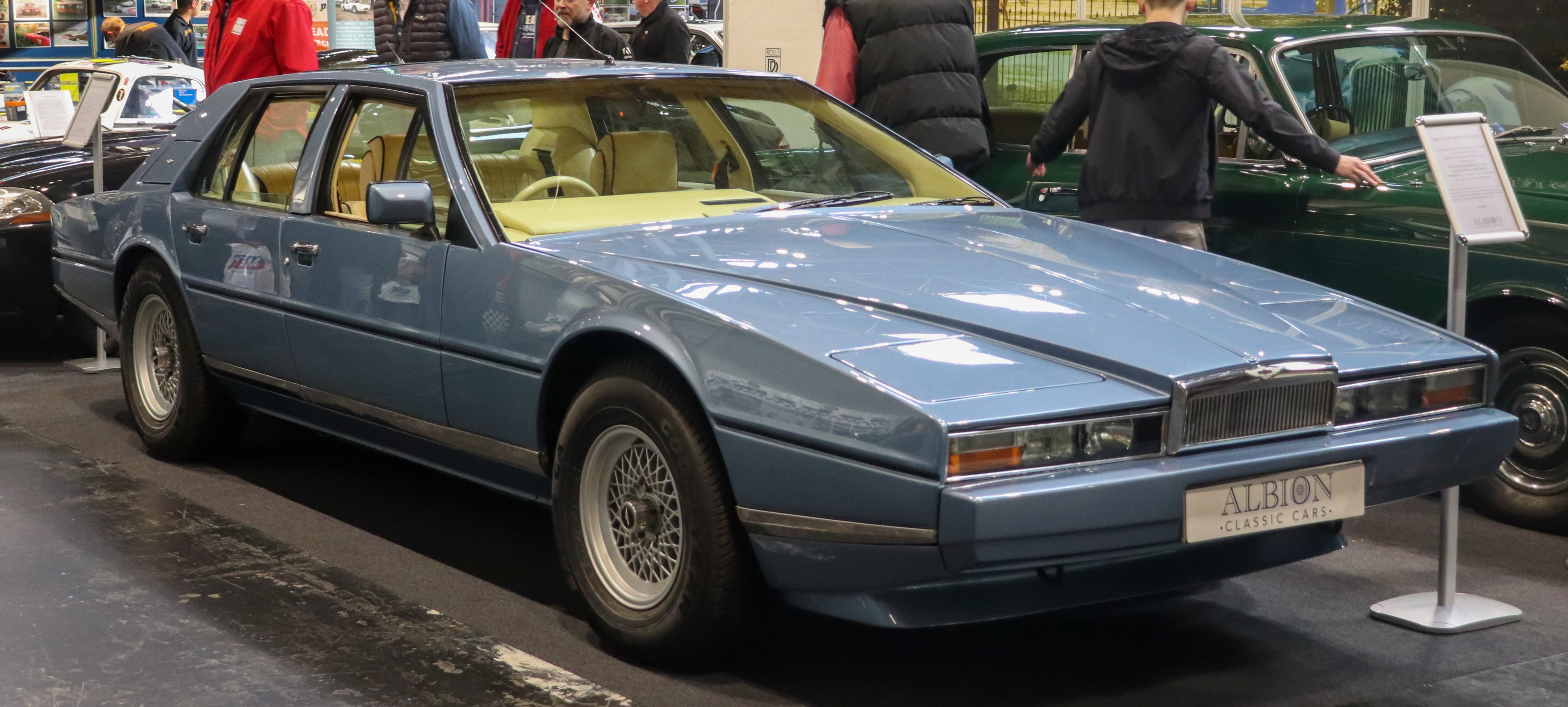
Aston Martin Lagonda Series 3
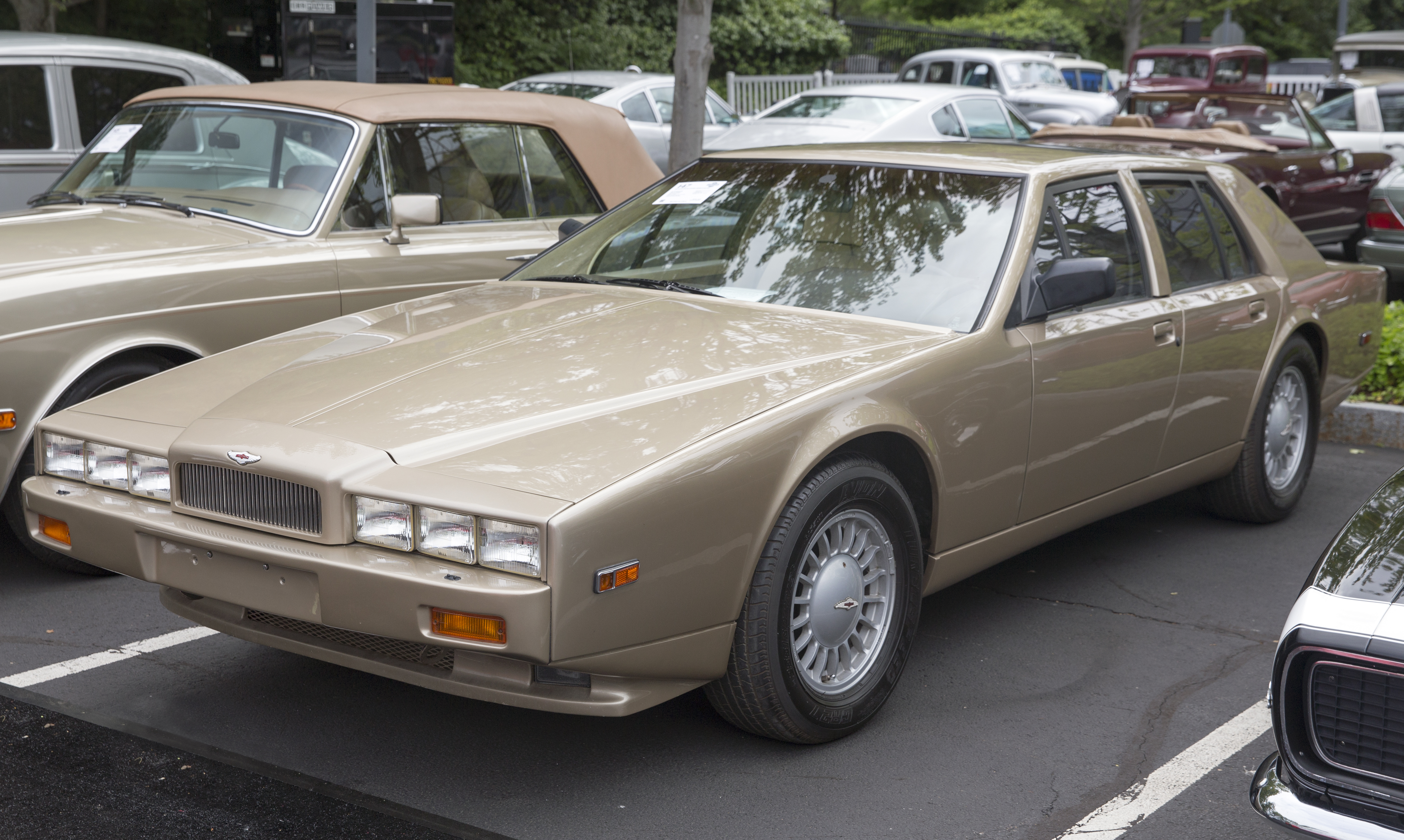
Aston Martin Lagonda Series 4
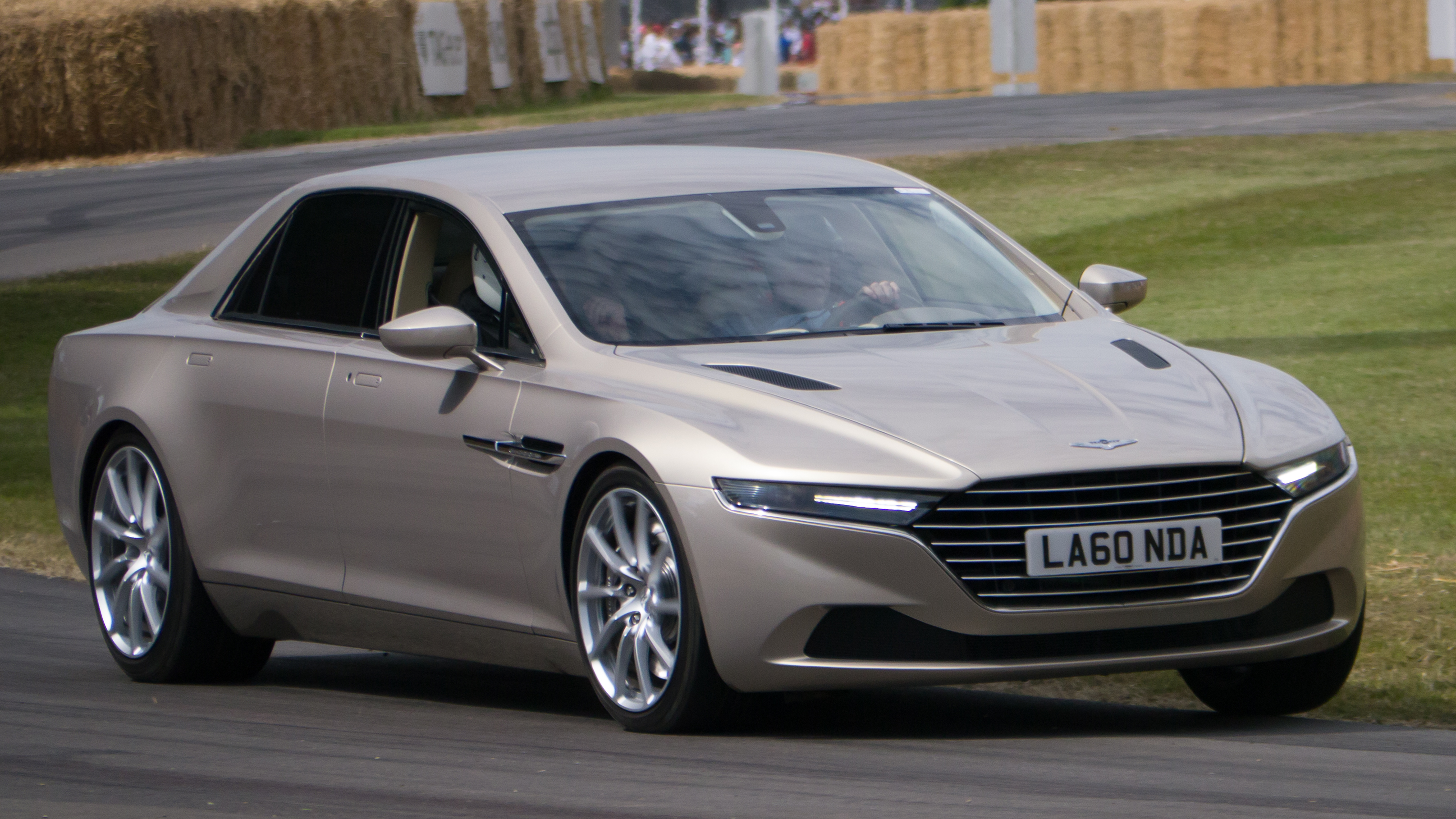
Aston Martin Lagonda Taraf